# Noblella duellmani
Noblella duellmani är en groddjursart som först beskrevs av Lehr, Aguilar och John G. Lundberg 2004.  Noblella duellmani ingår i släktet Noblella och familjen Strabomantidae. IUCN kategoriserar arten globalt som otillräckligt studerad. Inga underarter finns listade i Catalogue of Life.